# Borsigturm
Borsigturm är en byggnad i Tegel i Berlin i Tyskland, som var det första höghuset i Berlin. Det uppfördes 1922–1924 som kontorshus och brandstation för lokomotivfabriken Borsig-Werke.
Huset var det första i Berlin i arkitekturstilen tegelexpressionism inom industriarkitektur. Det ritades av Eugen Schmohl och A. Hillenbrand, som sannolikt hade det 1917 uppförda tornet på Wernerwerke i Siemensstadt i Berlin som förebild.
Byggnaden är 65 meter hög och har ett markavtryck på 20 x 16 meter. Det är byggt med en stålkonstruktion, vilken delvis bär upp byggnaden. Det har icke-bärande innerväggar, men murade ytterväggar, vilka också är bärande och som tillsammans med stålkonstruktionen svarar för att bära upp byggnaden. 
Byggnaden är ett byggnadsminne.

## Bildgalleri

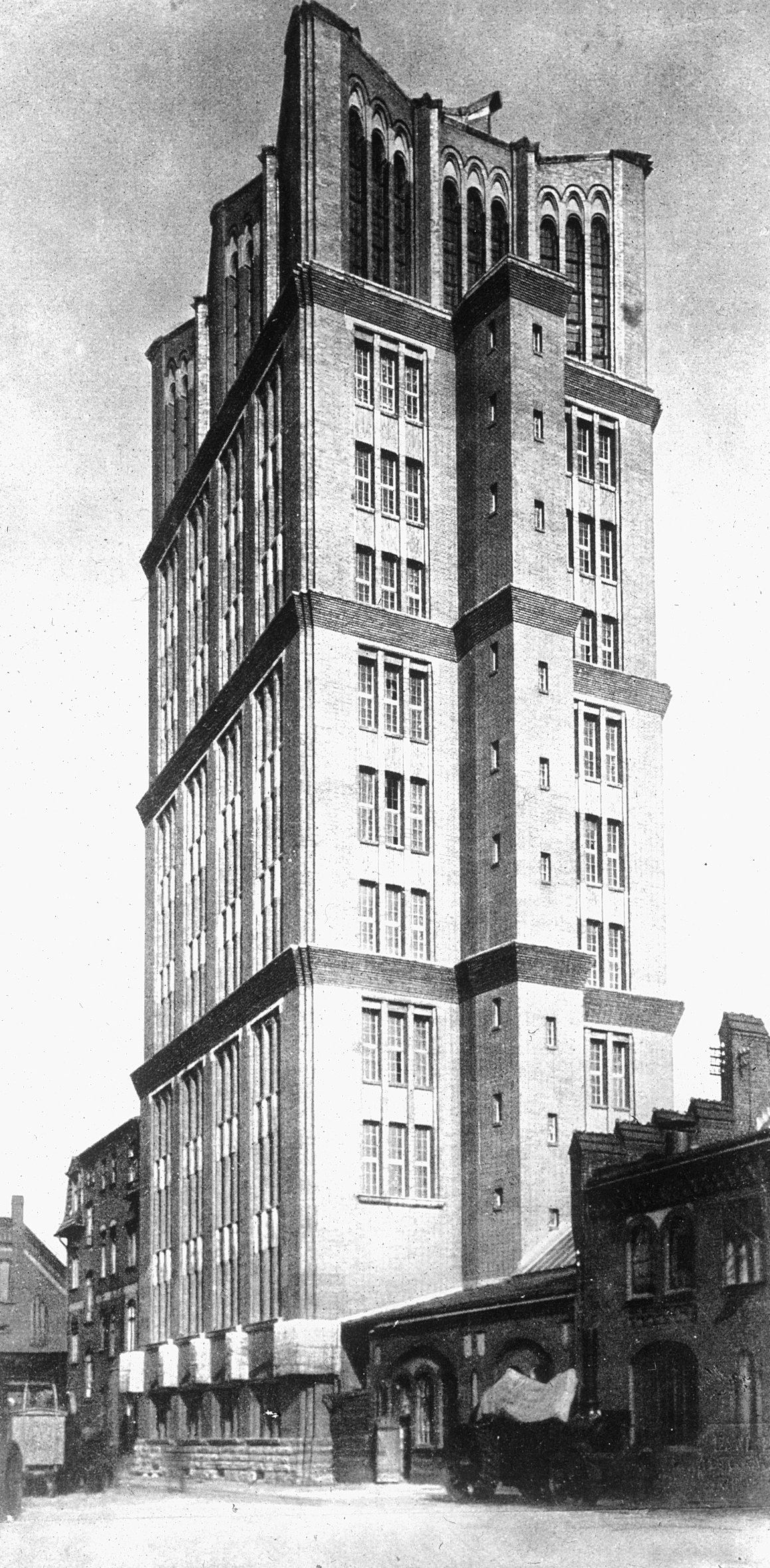
Borsigturm, omkring 1924
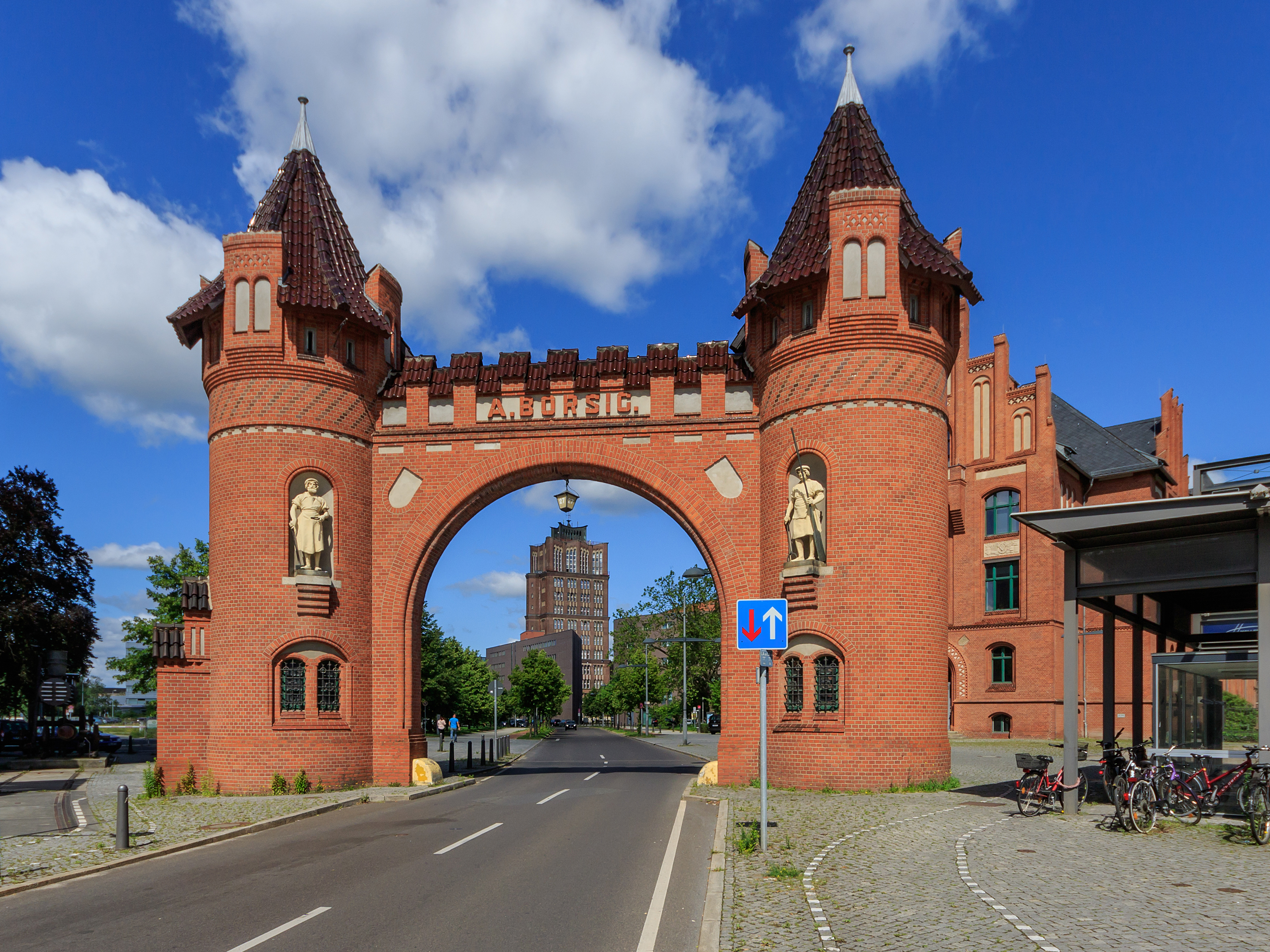
Borsigturm sett genom Borsigtor